# 四十五口径十年式十二糎高角砲
四十五口径十年式十二糎高角砲（よんじゅうごこうけいじゅうねんしきじゅうにせんちこうかくほう）は、日本海軍の開発した高角砲。通称12センチ高角砲。

## 概要
45口径三年式12cm砲（通称G型砲）を高角砲化したもので、1922年（大正11年）頃、正式採用された。
昭和初期の主要高角砲。単装砲が当時の重巡洋艦各型に、機力、連装化されたものが赤城、加賀に搭載された。
また太平洋戦争中には既に旧式化していたが、軽量で簡便に生産できることが買われ御蔵型以降の海防艦に搭載されたほか、陸上砲としても使用され1942年（昭和17年）から終戦までに2,000門以上が生産された。

## 形式

### 単装砲架
B型人力操縦、盾なし、青葉型重巡洋艦搭載。
B1型人力操縦、盾あり、妙高型・高雄型重巡洋艦搭載。
B2型動力操縦、盾なし、空母大鷹・雲鷹搭載。当初人力だったが後に動力化する。
C型人力操縦、盾なし。大戦中量産用として開発。主として前進基地に陸上砲台として配備
E型動力操縦、盾あり、海防艦搭載。C型を動力化したもの。
E型改二人力操縦、盾あり、海防艦搭載。

### 連装砲架
A2型動力操縦（電動油圧）、盾なし、空母赤城・加賀搭載。
A型改三動力操縦、盾なし、海防艦搭載。

## 主な搭載艦船
単装砲架
- 重巡洋艦：古鷹型（改装後） - 青葉型 - 妙高型 - 高雄型
- 航空母艦：大鷹 - 雲鷹
- 海防艦：御蔵型 - 日振型 - 鵜来型 - 丙型（一号型海防艦） - 丁型（二号型海防艦）- 五百島 - 八十島
- 砲艦： 橋立型砲艦
- 単装砲架を九七式中戦車の車台に設置した自走砲(海軍十二糎自走砲)が製造され、海軍陸戦隊に配備されている。

連装砲架
- 航空母艦：赤城 - 加賀（竣工時）
- 海防艦：御蔵型 - 日振型 - 鵜来型
- 砲艦：順天級砲艦 - 定辺級砲艦 - 橋立型砲艦

## 砲身生産記録
- 昭和7年～14年:35
- 昭和15～16年:0
- 昭和17年:32
- 昭和18年:520
- 昭和19年:1,600